# A kereszténység és az iszlám
A kereszténység és az iszlám vallás között történelmi és hagyományos kapcsolat van, de néhány éles teológiai különbség is felfedezhető. A két vallás közös származása a Közel-Kelet, és mindkettő monoteista, ábrahámi vallás.

## Ábrahámi vallások
A kereszténységet, az iszlámot és a judaizmust gyakran nevezik ábrahámi vallásnak, a közös ős, Ábrahám után. Mindhárom vallás Ábrahám örökösének tekinti magát – de a keresztények úgy vallják, hogy nem testi értelemben, hanem hitének örököseiként. 
Mindhárom vallás prófétai eredetű. Mindhárom vallás monoteista.
Az izraeliták, Jézus földi anyja és nevelőapja Izsák leszármazottai, aki Ábrahám feleségétől, Sárától született.Az arabok Izmael leszármazottaiként ismertek mindhárom vallás alapján, aki Ábrahám ágyasának, Hágárnak volt a fia.
Természetesen különbség van abban, hogy a zsidó-keresztény hagyomány milyen jelentőséget tulajdonít Izsáknak, illetve az iszlám Izmaelnek.
A keresztény szó Krisztus neve után a Krisztiánusz szóból származik, ami azt jelenti, hogy krisztusi. Így nevezték már az 1. században Jézus Krisztus követőit, akik krisztusi életet éltek.
Az iszlám szó jelentése: tökéletes alárendelés és odaadás Allahnak, mint egyetlen Istennek. Tulajdonképpen „önátadást, odaadást” jelent.

## A Szentírások
Mindkét vallás isteni eredetűnek tartja a saját Szentírását. A kereszténység alapja a Biblia, az iszlámé a Korán.

### Kereszténység
A keresztény Biblia hosszú korszakokon át keletkezett. Két része az Ószövetség és az Újszövetség. Az Ószövetség a Krisztus előtti századokban íródott, az Újszövetség az első században.

### Iszlám
A Korán a 7. században íródott és a muzulmánok hite alapján Isten Mohamed prófétán keresztül kinyilatkoztatott szava. A Korán a zsidó-keresztény hagyomány folytatójának mondja magát, amelyre a muszlimok úgy is tekintenek, mint az utolsóra a prófétáknak adományozott írások sorában. A muszlimok szerint a keresztény Bibliába elferdítések, tévtanok is bekerültek, míg a Korán a mai napig romlatlan formában megmaradt szent írás. Nézetük szerint a kereszténység egy „túlhaladott vallás”, amelynek helyes elemeit az iszlám átvette, tévedéseit viszont kirekesztette magából.
A Korán történeti leírása nagyrészt megegyezik a bibliai Ószövetséggel (teremtés, Ádám, bűneset, özönvíz, Ábrahám stb.) de Jézus szerepével kapcsolatban eltér attól. A Korán úgy magyarázza a bibliai Újszövetséget, ahogy az Újszövetség az Ószövetséget. A többi írást gyakran említi a Korán, főleg a Tórát, a Zaburt (a Zsoltárokat) és az Indzsilt (az evangéliumokat). Továbbá arra biztatja a zsidókat és a keresztényeket, hogy Isten akaratának megfelelően éljenek, ahogyan Isten kinyilatkoztatta nekik.
```
Hiszünk Istenben és abban, ami leküldetett hozzánk és 
Ábrahámhoz
, 
Izmaelhez
, 
Izsákhoz
, 
Jákobhoz
 és (Izrael) törzseihez, és amit 
Mózes
, 
Jézus
 és a 
próféták
 kaptak az Uruktól. Semmilyen különbséget nem teszünk köztük, mivel mi egyedül Istennek vetjük alá magunkat.
 (Korán 2,136)
```

Ami a mózesi törvényeket illeti, a Korán szerint néhány intézkedését a lázadás megbüntetésére hozták. Néhányukon Jézus enyhített, míg az iszlám prófétája meg másokon.
```
Az Evangélium birtokosainak tehát aszerint kell ítélkezniük, amit Isten kinyilatkoztatás gyanánt leküldött benne, s akik nem aszerint ítélkeznek, amit Isten leküldött, azok az igazi vétkesek!
 (Korán 5,47)
```

Muszlim felfogás szerint a Korán a végleges kinyilatkoztatás, amely beteljesíti a többi szentírást is, így ezeknek azon részeit, amelyek ellentétben állnak a Koránnal, el kell törölni.

## Isten
Mindkét vallás ugyanazt az Istent imádja. A Biblia és a Korán alapján is Isten (JHVH, Allah) teremtette a világot és Őt elsősorban a teremtés, a földi élet létrehozása és fenntartása miatt tiszteljük Istenként.
A keresztény többségi értelmezés alapján Isten, azaz az Atya a Szentháromság része.
Az iszlám alapján Isten szigorúan egy és nem bontható három részre. Elutasítják a Szentháromság tanát, súlyos bűnnek tartva azt. Nézetük szerint a keresztények nem egyistenhitűek. Maga Mohamed is bírálta a keresztényeket, hogy tri-teisták: akik három istent imádnak.
Az iszlámban Isten nem olyan "személyes" vagy "emberi", mint a kereszténység Istene. Az arab nyelvben Allah kizárólag Istenre vonatkozó egyedülálló szó, amelynek nincs sem neme, sem többesszáma. Ebben is kifejeződik az Iszlám egyetlen és páratlan Isten fogalma, ezzel is megkülönböztetve Őt bármelyik teremtményétől. Az Egyetlen Igaz Isten egyedülálló kifejezésében is tükröződik az Iszlám viszonya Istenhez.
Egy muszlim számára Isten a Mindenható Teremtő és a világegyetem Fenntartója, Aki semmihez nem hasonlítható, és semmi sem hasonlítható össze Vele. 
A muszlimok mindenekelőtt az Istennel szembeni szent tisztelet és odaadás, valamint a vallás komolyan vétele előtt lehetnek példaképek az elvilágiasodott keresztények számára.

### Kapcsolat Istennel: az ima
Az imádkozás az iszlám második pillére, és az iszlám kötelezettségei közül a leghangsúlyosabb. Az imádkozás a kapcsolatot jelenti az ember és az Isten között. Az imádkozás jelenti az iszlámban a hit fényét, és a Paradicsomba vezető utat, hiszen annak, aki tiszta szívvel és erős hittel végzi el az imát, jutalma az örök élet lesz a Paradicsomban.
A napi öt kötelező ima mellett is lehet Istenhez imádkozni kívánsággal, szívességgel, céllal, bánattal és segítséggel kapcsolatban is.[forrás?] Minden gondolatot, kérdést, fájdalmat megoszthatunk az imánkban. 
A muszlimok számára az ima elsősorban az önátadás, az engedelmesség cselekedete. Számukra a legtöbb keresztény ima feltehetőleg úgy hangzik, mintha udvariasan emlékeztetnénk Istent a kötelességeire, sőt tanácsot is adnánk neki arra nézve, hogy tegyen nekik eleget. 

## Jézus
Mindkét vallás Szentírásában találunk részleteket Jézus életéről és munkájáról, de különbségek is felfedezhetők. Mindkét Szentírás Jézus számos csodáját közli, de egyes csodák különböznek, míg mások hasonlóak (a vak és a leprás meggyógyítása, halott feltámasztása). Jézust illetően a Korán néhány helyen a négy evangéliumhoz áll közel, máshol viszont az apokrif iratokhoz, különösen a gyermekkorát bemutató írásokhoz.
A keresztények többsége úgy értelmezi, hogy Jézus Isten Fia és a Szentháromság része. Míg a kereszténység zöme szerint Jézus maga Isten megtestesülése volt, az iszlám alapján csak Isten küldötte, a legnagyobb próféták közé sorolva őt.
Az iszlám alapján Istennek nincs fia, ahogy felesége sincs. Nem az emberekhez hasonlítható. A bibliai nyelvezet néha Isten fia(i)nak nevezi az istenfélő embereket és a muszlimok alapján a keresztények tévesen szó szerint értelmezik ezt a kifejezést Jézusra. 
Jézus az egyistenhit szószólója volt, de – nézetük szerint – keresztény követői meghamisították a tanait.
Mindkét vallás hiszi hogy Jézus szűztől, Máriától született, de a részletek különböznek. A Korán alapján Jézus (Íszá) Isten prófétájaként született, de emberi lény volt, nem Isten vagy "Isten Fia". Éppen ezért az iszlám elutasítja a keresztény megváltás tanát.
A Korán alapján Jézus el volt ítélve ugyan keresztre feszítésre, de csodával határos módon megmenekült ennek végrehajtásától és mást feszítettek fel a keresztre. Ezután élve felemeltetett az egekbe – így a Bibliában leírt feltámadását is elutasítják.
Mindkét nézőpont szerint az utolsó időben, a végítélet előtt Jézus visszatér. Ez az iszlám szerint a Közel-Keleten történik meg. Az idejét nem tudja senki, de a végidőnek mindkét vallásban vannak leírt jelei.
 lásd még: Különböző nézőpontok Jézusról és Utolsó idő

## Szent Lélek
A keresztények legnagyobb része úgy hiszi, hogy a Szent Lélek (Szellem) a Szentháromság része. 
Az iszlámban Ő Gábriel arkangyal míg a János evangéliumában említett Paraklétosz (segítő, vigasztaló) Mohamed próféta. A keresztényeknél ez a Paraklétosz a Szent Lélek.

## Mohamed

### Iszlám
Mohamed az iszlám alapján az utolsó és egyben a legnagyobb próféta volt. Ő tolmácsolta az emberek számára Isten szavát, a Koránt. Hitük szerint ő a bibliai János evangéliumában, Jézus által megígért pártfogó is.
Nézetük szerint János evangéliumában Jézus így említette Mohamed eljövetelét:
Még sok mondanivalóm volna számotokra, de most még nem tudjátok elviselni. Amikor pedig eljön az igazság Lelke, ő elvezet majd titeket a teljes igazságra, mert nem magától fog szólni, hanem azt fogja mondani, amit hall, és az eljövendő dolgokat hirdeti nektek.
Mohamed hirdette, hogy minden ember testvére a másiknak és mindenki Ádámtól származik. Az egy Istenről tanított és elkezdte az iszlám küldetésének az alapjait lerakni. Harcolt az emberiség, Allah egyenes útjára való vezetése végett, a "nincs kényszer a vallásban" elve mellett. 

### Kereszténység
A kereszténység alapján Mohamed nem az igaz vallás képviselője vagy prófétája. Ő azt hirdette, hogy követői harcoljanak azok ellen, akik más vallást követnek, míg mindenki nem lesz Allah (Isten) vallásának követője.
Ezzel szemben Jézus arra biztatta a követőit, hogy szeressék Istent és az embertársaikat, mint saját magukat — függetlenül a vallásuktól.
Jézus az önmegtagadás útját állította követői elé. Nem ígért nekik fényűzést és gazdagságot, de megígérte, ami a földi javaknál sokkal többet ér: Isten országát. Ő és első követői szegényen haltak meg (ld. egyszerűség (vallás)), mert többnek tartották a másoknak való szolgálatot, mint az anyagiak gyűjtögetését.

## Alaptanítások

### Kereszténység
A legfőbb tanítás Jézus megváltási műve, aki szabadulást nyújt az örök kárhozattól és elérhetővé teszi a hívőknek az örök üdvösséget.
Jézus tanítása alapján a két legfontosabb parancsolat: 
- És megkérdé őt közülük egy törvénytudó, mondván: Mester, melyik a nagy parancsolat a törvényben? Jézus pedig monda néki: Szeresd az Urat, a te Istenedet teljes szívedből, teljes lelkedből és teljes elmédből. Ez az első és nagy parancsolat.

- A második pedig hasonlatos ehhez: Szeresd felebarátodat, mint magadat. E két parancsolattól függ az egész törvény.[19]

Minden további parancsolat levezethető ebből a kettőből. A hegyi beszédben még így tanított Jézus: Hallottátok a parancsot: szemet szemért, fogat fogért! Én pedig azt mondom nektek: ne szállj szembe a gonosszal, hanem ha valaki megüti arcod jobb felét, fordítsd oda neki a bal oldalt is!.. Szeressétek ellenségeiteket és imádkozzatok üldözőitekért! Így lesztek a mennyei Atyátok gyermekei.

### Iszlám
Az iszlámhoz való tartozás feltétele így szól: "Nincs más Isten Allahon kívül, és Mohamed az Ő küldötte."
A legfontosabb vallási kötelességeket az iszlám öt tartópillérének nevezik. Ezek a következők:
- Saháda: Hit Istenben és az Ő prófétáiban
- Szalát: Rituális ima naponta ötször, Mekka felé fordulva. (Síitáknál napi háromszor.)
- Szaum: Böjt a Ramadán havában.
- Zakát: Adomány vallási és jótékonysági célokra.
- Haddzs: Mekkai zarándoklat legalább egyszer a hívő életében – ha ezt anyagilag és egészségileg megengedheti.

Ezeken kívül még számos előírás szabályozza a hívők életét. 
Az iszlám általánosságban igazságosságot, becsületességet, kedvességet, nagylelkűséget követel meg a hívőktől. 
Tiszteletet parancsol a szülőkkel szemben, oltalmat az árvákkal és özvegyekkel, segítőkészséget az elesettekkel szemben. (Ezen tanításokat akár a Bibliából is olvashatnánk.) 

Az iszlám tiltja még a hazárdjátékot, a házasságon kívüli nemi kapcsolatot, a megbotránkoztató ruházatot és beszédet, a hazugságot, a lopást és természetesen a gyilkosságot.
A dzsihád, a szent háború fogalma – amelyet gyakran az iszlám 6. pillérének is neveznek – már Mohamed életében, megnyilatkozásaiban is több jelentéssel bírt. A muszlim vallástudósok többféle dzsihádot különböztetnek meg. Jelentheti a küzdelmet a saját hibáinkkal, a gonoszsággal szemben, énünk morális megtisztítása céljából, vagy fegyveres küzdelmet is a hit ellenségeivel szemben. A kard általi dzsihád vagyis a felfegyverkezett harc a szélsőséges iszlám fundamentalista szervezetek leggyakoribb értelmezése. Nézetük szerint az ilyen harcban elesett hívő a mennybe jut.

### Összehasonlítás

#### Hasonlóság
A Korán tanítása – a Bibliához hasonlóan – hogy az embernek nem az önző, anyagi és érzéki vágyait kell követni az életben. Az Istennel való közeli kapcsolat létrehozásának előfeltétele, hogy az ember magát a földi dolgok fölé emelje. Mohamed és a bibliai személyek is szembeállították a világnak és örömeinek mulandóságát Isten országának örökkévalóságával.
Mindkét vallás hangsúlyozza a földi élet illuzórikus voltát, mely próbaidő letelte után vagy a mennybe vagy a kárhozatra jutunk. Az iszlámban, amit Allah megparancsolt, annak elmulasztásáért büntetés jár. Ezt a Biblia úgy fogalmazza, hogy "aki tudna jót cselekedni, és nem cselekszik, bűne az annak."
Mindkét nézet alapján lesz feltámadás, amikor az összes halott fel lesz támasztva és a rákövetkező végítéletkor számot kell adnunk az életünk tetteiről. A Korán egy Új ég és új Földről beszél, egy második, új teremtésről, ahogyan a Biblia is, a Jelenések könyvének végén.

#### Különbség
A keresztény vallások előterében a megváltás áll, a Jézus általi üdvösség. Az iszlámban az ember saját magát váltja meg azáltal, hogy megtartja Isten parancsait. Az iszlámban nincsenek közvetítők Isten és az emberek között, sem Jézus, sem más szentek vagy próféták.
Az iszlámban Isten ábrázolása tilos, mert őt soha egyetlen ember sem látta. A szentek és próféták ábrázolása úgyszintén tilos (szobrok, festmény) és nem szabad könyörögni, fohászkodni hozzájuk a bálványimádás megelőzése végett.
Ahogy a kereszténység a történelem folyamán sok felekezetre szakadt, úgy az iszlám valláson belül is sok irányzat és csoport alakult ki, akik másképp értelmezik a szent iratok és a hagyományok néhány pontját. A különböző irányzatok gyakran szintén véres harcot vívtak egymás ellen. Általában azonban a muszlimok toleránsabbak, mint a keresztények.

## Aszkézis
Az iszlám által meghódított, korábban keresztény területeken a keresztények és muszlimok közötti szoros együttélés magától értetődő eredményeként Mohamed követői számos nézetet átvettek a kereszténységből. Ide tartoznak az aszketikus tendenciák, valamint a szerzetesség keletkezése is. Mohamed vezeklést hirdető prédikációi ellenére az iszlám eredetileg világias beállítottságú volt; a hagyomány sokszor idézett mondása szerint az iszlámban az aszkézis helyét a szent háború foglalta el.
Az aszkézis – a keresztény és az iszlám vallásban is – önsanyargatással, böjtöléssel, a világi javakról való lemondással, lelkigyakorlatokkal és elragadtatott önkívületi állapot révén igyekezett elérni az Istennel való egyesülést. A kereszténységben a remeteség és szerzetesség jelent meg.
Az iszlámban ennek a világtól elforduló hangulatnak a hordozói néhány bölcs és a köréjük csoportosult, azonos törekvésű közösségek voltak: néhány szúfi szekta, továbbá a dervisek (perzsa szó: koldusok) vagy a fakírok (arab szó: szegények). 

## Vallásüldözés
A vallási türelmetlenségben a keresztények voltak a muszlimok tanítómesterei. A Korán a „bálványimádóknak” csak az iszlám tanok felvétele vagy a halál között enged választást, az „Írás birtokosai” (zsidók és keresztények) ellen azonban csak addig viselt hadat, amíg azok nem voltak hajlandók adófizetésre
kötelezni magukat. Így az iszlám országok keresztényei akadálytalanul követhették vallási szokásaikat, és még magas állami hivatalokat is betölthettek. „Még
a 11. században is egyházi halottas menetek vonulhattak Bagdad utcáin a keresztény istentisztelet összes jelvényeivel, és ezek megzavarását a krónikások mint kivételes
eseményt említik meg. A középkori Egyiptomban a keresztény ünnepek az iszlám lakosság számára is örömünnepek voltak. Ennek a fordítottját azonban nehéz valamelyik
középkori keresztény országban elképzelni.
Csak a keresztények vallási türelmetlensége a másként gondolkodókkal szemben (az ún. eretnekek és pogányok), a keresztes háborúk és Európának az egész világra kiterjedő erőszakos
hittérítése váltotta ki a muszlimokból a fanatikus kereszténygyűlöletet, amely a balkáni erőszakos térítésekre, az örmények elleni vérengzésekre és más hasonlókra vezetett.

## Összehasonlítás
| Téma                                        | Kereszténység                                                                                                  | Iszlám                                                                                  |
| ------------------------------------------- | --- | --------------------------------------------------------------------------------------- |
| Fő próféta vagy központi alak               | Jézus | Mohamed                                                                                 |
| Eredet                                      | Palesztina | Közel-Kelet                                                                             |
| Kialakulása                                 | 1. század | 7. század                                                                               |
| Elsődleges elterjedtség                     | Európa, Amerika (kontinens), Fekete-Afrika, Ausztrália és Óceánia                                              | Észak- és Kelet-Afrika, Nyugat-, Közép- és Dél-Ázsia                                    |
| Hívek száma                                 | több mint 2 milliárd                                                                                           | kb. 1,8 milliárd                                                                        |
| Fő ágai                                     | katolicizmus, protestáns egyházak, keleti egyházak                                                             | szunnita, síita, háridzsita                                                             |
| Közösségi hely                              | templom, imaház, gyülekezet, királyságterem stb.                                                               | mecset, imaház                                                                          |
| Szent irat                                  | Biblia | Korán                                                                                   |
| Fő tanítások                                | Jézus megváltási műve, Isten-szeretet, felebaráti szeretet                                                     | egyistenhit, Mohamed prófétasága                                                        |
| Vallási gyakorlatok                         | ima, közösségi istentisztelet, keresztség, a katolikusoknál még "szentségek"                                   | az iszlám öt oszlopa                                                                    |
| Egyéb gyakorlatok lásd: Etika (vallás)      | bűnbánat, önzetlen szolgálat, jótékonyság, misszió, becsületesség, anyagi lemondás stb. lásd még: Hegyi beszéd | becsületesség, kedvesség, nagylelkűség, segítőkészség, dzsihád stb.                     |
| Tiltások                                    | bűnös kívánság, haragtartás, bosszú, irigység, lopás, hazugság stb.                                            | szerencsejáték, házasságtörés, megbotránkoztató ruházat és beszéd, hazugság, lopás stb. |
| A cél                                       | üdvösség | üdvösség                                                                                |
| Túlvilág lásd: A halál utáni lét            | pokol vagy mennyország (Új Föld)                                                                               | pokol (tűz) vagy menny („kertek”, „új föld”)                                            |
| Egy örökkévaló, személyes Istenben való hit | van | van                                                                                     |
| Természetfeletti lényekben való hit         | van angyalok és démonok                                                                                        | van                                                                                     |
| Sok túlvilági segítő                        | a katolikus nézet szerint van                                                                                  | van                                                                                     |
| Étkezési törvények                          | mértékletességre és önkontrollra való felszólítás                                                              | van                                                                                     |
| Alkoholtilalom                              | önkontrollra való felszólítás                                                                                  | van                                                                                     |
| Kizárólagos érvényességre való igény        | van | van                                                                                     |

## Fordítás
Ez a szócikk részben vagy egészben  a   Christianity and Islam című angol Wikipédia-szócikk fordításán alapul.  Az eredeti cikk szerkesztőit annak laptörténete sorolja fel. Ez a jelzés csupán a megfogalmazás eredetét és a szerzői jogokat jelzi, nem szolgál a cikkben szereplő információk forrásmegjelöléseként.